# ヘルズ・ゲート国立公園
ヘルズ・ゲート国立公園 (Hell's Gate National Park) はケニアのナイロビから約90km北にある国立公園。面積68km2。
大地溝帯の底、ナイバシャ湖 (Lake Naivasha) の近くにある。火山活動によってできた多彩な景観を、徒歩、自転車など、車から降りて楽しめるのが特徴。
「悪魔の門」の名前とは程遠く、ナイロビから手軽にピクニックに、訪ねられる観光地である。
区域内にオルカリア地熱発電所 (Olkaria Geothermal Plant) がある。

## 地形
ナイバシャ湖の南にあり、水位の高かった時代にはここを通って湖水が南に流れ出していたといわれる。
死火山、ロンゴノット山などの周辺の火山の噴出物が河川で浸食された渓谷を、徒歩で見てまわれる。いたるところに黒曜石が転がっている。
蒸気を吹き出す温泉もあるが、ケニアでは入浴は一般的ではない。
渓谷の絶壁や浸食して残された火山に挑むロッククライマーの姿も珍しくない。

## 気候
標高が低いのでナイロビよりやや気温が高い。

## 動物
ライオン、ヒョウ、チーターは少ない。マサイキリン、ハーテビースト、ハイラックス。
ハゲワシ類、ノスリ類などが壁面に営巣している。

## 施設
オロオック・カリア・マサイ文化センターではマサイ族の文化の展示と実演がある。
公園内にキャンプサイトはあるが宿泊設備はない。ナイバシャ湖の周辺には様々なグレードの宿泊施設がある。

## アクセス
ナイロビから90km、約1時間半。ナイロビからナイバシャへの旧道から入るのが距離は短いが、地溝帯の壁面をうねるように片側1車線で走るので所要時間は長くなる。
地溝帯の斜面を比較的まっすぐ降りる新道は遠回りだが広くて状態が良い。
入り口までは道路の状態が良いので、乗用車で入れる。南側オルカリア発電所の周辺は四駆が望ましい。